# Kościół Najświętszej Maryi Panny Anielskiej w Jaworznie-Dąbrowie Narodowej
Kościół Najświętszej Maryi Panny Anielskiej – rzymskokatolicki kościół parafialny należący do dekanatu jaworznickiego Najświętszej Maryi Panny Nieustającej Pomocy diecezji sosnowieckiej. Znajduje się w Dąbrowie Narodowej, dzielnicy Jaworzna, w województwie śląskim.
Świątynia została wzniesiona w latach 1931-1932. W dniu 5 lipca 1931 roku został uroczyście poświęcony kamień węgielny pod budowę kościoła. W zastępstwie i jako delegat księcia metropolity kamień węgielny poświęcił dziekan Nowo-Górski ks. kanonik Mroczek. Plany świątyni wykonał i prace budowlane prowadził pan Alojzy Golasówski, budowniczy z Mysłowic, który ofiarował również 10 000 sztuk cegieł. W dniu 6 listopada 1932 roku książę metropolita krakowski Adam Stefan Sapieha poświęcił świątynię i konsekrował ołtarz. Budowa tej świątyni została rozpoczęta przez księdza Szczepana Murasa, wikarego z Jaworzna, ale po czterech miesiącach został on mianowany proboszczem w Lipniku. Prace po nim objął za zgodą księdza kanonika Sitki, proboszcza z Jaworzna, ksiądz Jan Szarek, który dzięki poparciu parafian i komitetu z jego przewodniczącym panem Szustrem i dzięki swej ofiarności dokończył budowę.